# Fruiteria

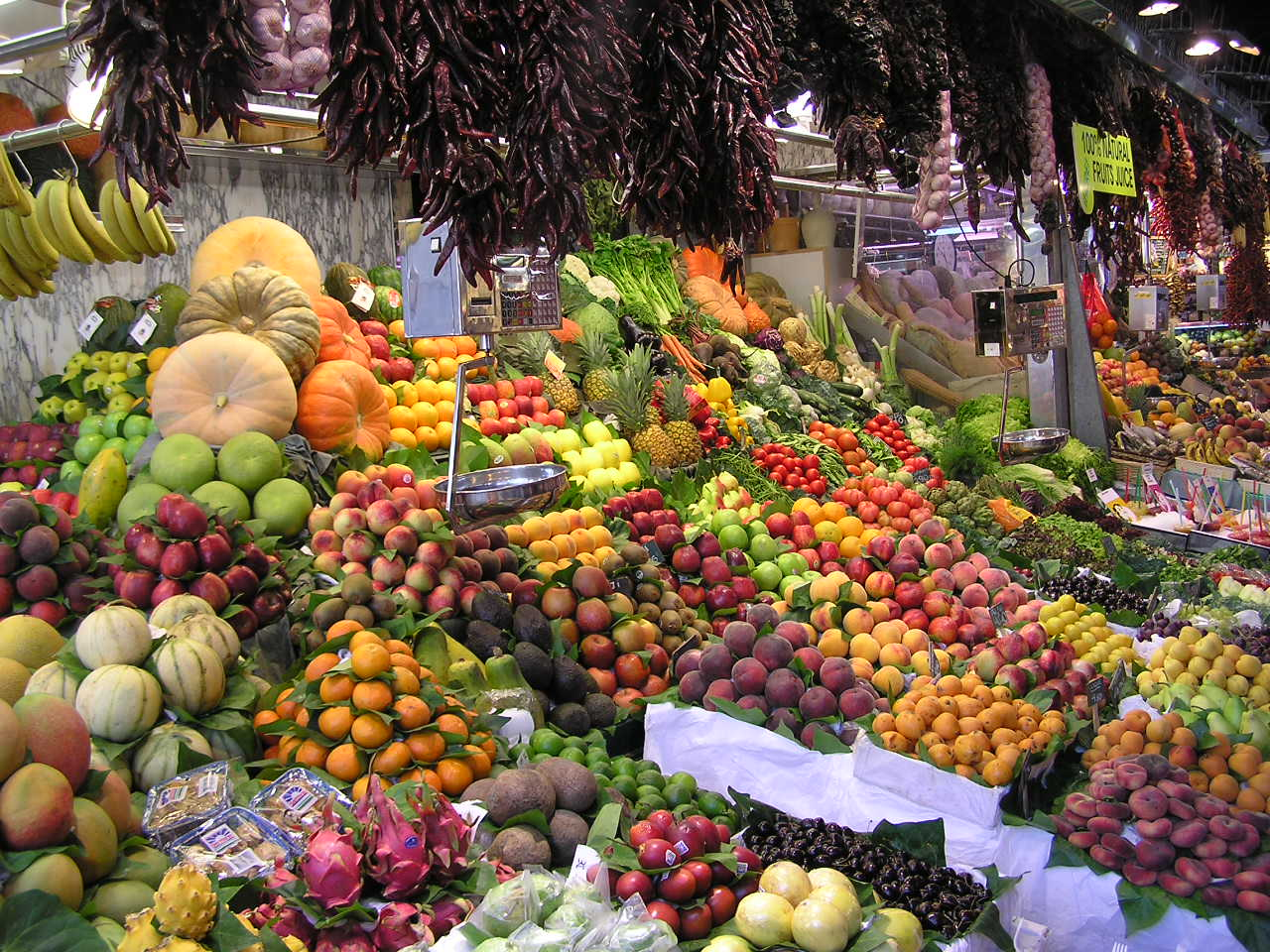
Fruiteria a Catalunya.

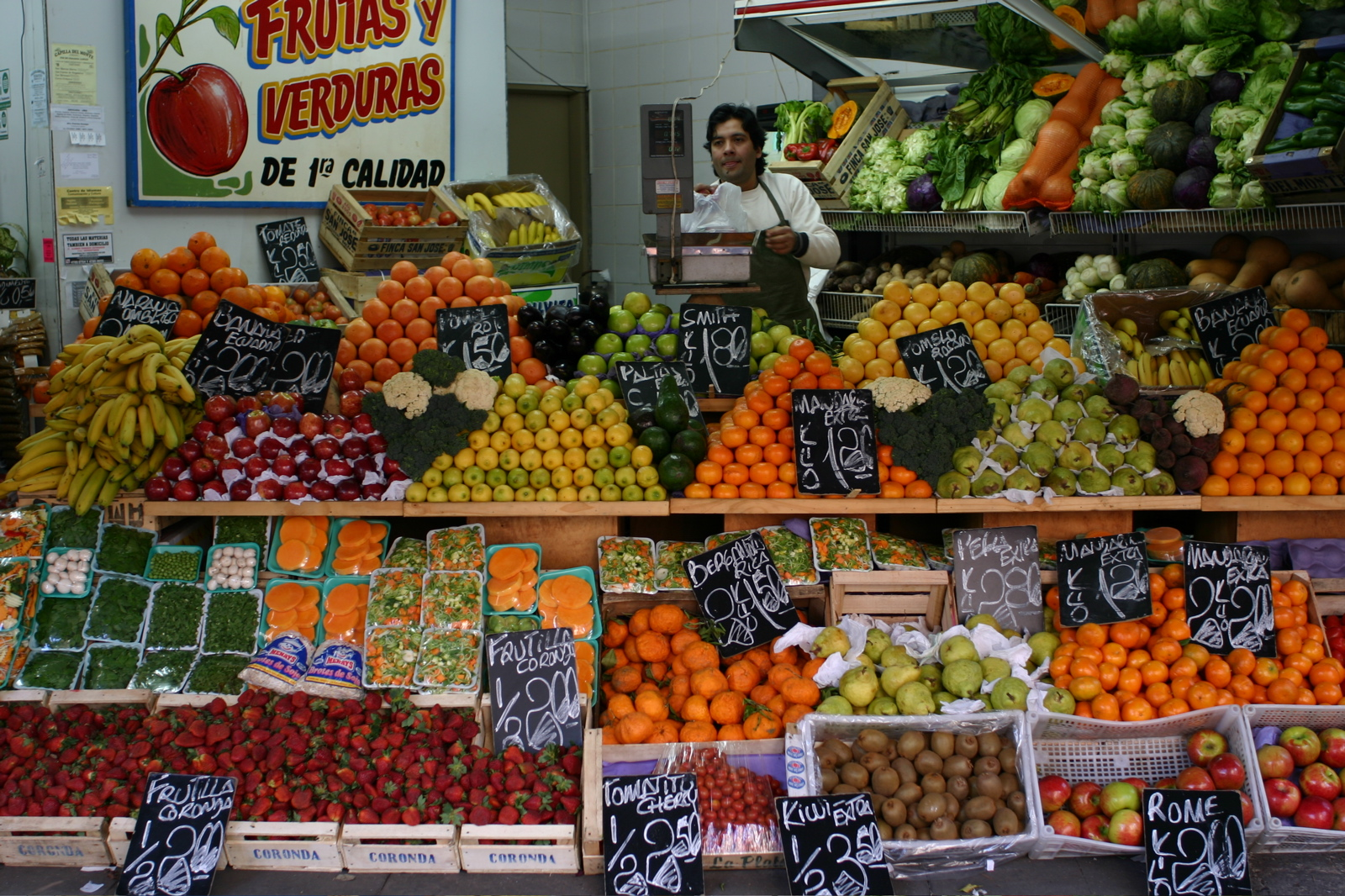
botiga de verdures a Buenos Aires.

Una  fruiteria  o  verduleria  és un establiment comercial en el qual es despatxen i es venen fruites i verdures. L'establiment així denominat ofereix a la clientela les fruites convenientment classificades a la vista. L'equipament d'una fruiteria sol ser una balança penjada i en alguns països hi ha neveres per a conservar fresques algunes varietats. En alguns països hi ha un sistema automàtic d'assignació de torns als clients, mitjançant etiquetes de paper a l'entrada, però a Catalunya a part d'aquest sistema se sol "demanar la tanda"; aquesta operació consisteix a preguntar a la gent que està davant de l'establiment per saber qui és el "últim", quan algú s'identifica el que va preguntar passa a ser el següent "últim" a la cua. Aquest sistema s'empra també en un altre tipus de botigues. Avui dia en les fruiteries de tipus autoservei aquesta operació ja no existeix.